# Карпов, Василий Николаевич
Василий Николаевич Карпов (2 [13] апреля 1798 — 3 [15] декабря 1867) — русский философ, переводчик и духовный деятель.

## Биография
Родился в селе Хреновое — имении графини А. А. Орловой. Происходил из духовного звания, учился в Воронежской семинарии и Киевской духовной академии (1825). Сначала преподавал греческий и немецкий языки в Киевской семинарии, был библиотекарем семинарии. С 26 октября 1826 года в должности бакалавра преподавал французский язык в Киевской духовной академии; с 10 марта 1831 года исправлял должность бакалавра философских наук (в январе 1832 года утверждён в должности).
В мае 1833 года, после смерти жены переехал вместе с малолетним сыном Николаем, в столицу, где был определён в Санкт-Петербургской духовной академии библиотекарем, а с мая 1835 года стал преподавателем философских наук, причём 7 октября сразу из бакалавров, минуя звание экстраординарного профессора, он был удостоен звания ординарного профессора. За выслугу лет 25 июня 1843 года получил чин статского советника.
С 1844 года вместо философии преподавал в академии историю философии; с 1855 года — и логику; с 1859 года — логику и историю послекантовской философии, а с 1865 года — логику и психологию. Неоднократно проводил обозрение семинарий и училищ.
В 1851 году (6 апреля) его труды были отмечены орденом Св. Анны 3-й степени, а в 1853 году (26 июня) получил орден Св. Анны 2-й степени. В 1854 году уволен от должности библиотекаря академии, а в 1855 году определён членом духовно-цензурного комитета.
В 1859 году получил чин действительного статского советника. В 1862 году (19 мая) пожалован знаками ордена Св. Владимира 3-й степени.
Был дважды женат; имел сына и шестерых дочерей. Умер в ночь на 3 (15) декабря 1867 года.
Посвятив значительную часть жизни переводу сочинений Платона (1-е изд. — СПб., 1841 — содержит лишь несколько диалогов Платона, 2-е изд. — СПб., 1863—1879 — все сочинения, приписываемые Платону, за исключением писем и «Законов»), Карпов выступал и с самостоятельными трудами по философии, держась в стороне от господствовавших в его время течений.

## Философское учение
Основание для философии, по мнению Карпова, даёт сознание. Положение «я сознаю», как истина первая, непосредственно известная, сама по себе ясная и всеобщая, должно быть субъективным началом философии. Философия рассматривает всё бытие как одно гармоническое целое в сверхчувственном или мыслимом, насколько оно может быть развито из сознания и выражено в системе. Всё входящее в область сознания имеет форму и содержание, которые, сводясь к единству, охватывают в человеке два мира — духовный и чувствующий. Дух бесконечен; органическая природа, развитая в человеке до высочайшей степени, конечна. Духу свойственно бесконечное ведение, природе — безотчетная, инстинктивная жизнь. Дух — чистая свобода, природа — слепая необходимость. Дух есть Бог, природа — Его творение. Посредствующими звеньями является ряд существ разумно-свободных, которые, по существу своих элементов, не могут быть ни конечными, ни бесконечными, но неопределёнными, — ни ведущими, ни неведущими, — но познающими; ни чисто свободными, ни необходимыми, — но имеющими волю поступать так или иначе. Элементы, соединившиеся в бытии человека и через своё соединение давшие бытие самому сознанию, внесли в его природу и соответственные законы, которые, пришедши во внутреннюю связь, составили закон нравственный. Чем больше ум просветлялся верою, тем выше была его энергия, тем сильнее и обширнее развивались его идеи.
Русские унаследовали практическую философию с Востока и никогда не могут сродниться с германским рационализмом, так как он идёт наперекор православию, которое требует, чтобы ум и сердце не поглощались одно другим и вместе с тем не раздваивали своих интересов, но, развиваясь в постоянной связи между собою, как органы веры, составляли в душе твердые основания для решения задач философии.
Задача русской философии состоит в определении места значения и отношений человека в мире, насколько человек, сам по себе всегда и везде одинаковый, в развитии своем охарактеризован типом истинно русской жизни.
Будучи объективным идеалистом и профессором духовной академии в Петербурге, Карпов мечтал, правда безуспешно, о том, чтобы согласовать традиционную логику с православием. Свой основной труд по логике «Систематическое изложение логики» Карпов писал так, что при этом постоянно имел в виду гармонию мыслей о душе, как она отражается в зерцале Св. Писания.
Логику он основывал на началах психологии и относил её к числу формальных наук. Законы логики, по его мнению, принадлежат рассудку до всякого опыта.
Логику Карпов делил на три части:
- элементарная, в которой исследуются понятия;
- учение о соединении форм мышления в одно целое;
- система и метод её развития;

Законы мышления он истолковывал как предписания, имеющие силу ограничить мыслящую силу в направлении к какому-нибудь определённому сочетанию представлений и их признаков.
Формы мышления Карпов выводил из законов тождества, противоречия и достаточного основания, то есть из предписаний: полагать, противополагать и соединять. Отождествление множества признаков с помощью закона тождества даёт понятие. Закон противоречия помогает найти сходство или несходство, что совершается в форме суждения. Затем на основании закона достаточного основания рассудок утверждает суждение посредством другого признака, что означает возникновение умозаключения.
Его книга «Систематическое изложение логики» представляет вполне оригинальный труд, в котором некоторые вопросы логики разработаны глубоко и до сих пор сохраняют известное значение (например, его учение о логическом законе тождества).

## Сочинения
- «Введение в философию» (СПб., 1840);
- «Взгляд на движение философии в мире христ. и на причины различных её направлений» («Журнал Министерства народного просвещения». — 1856. Ч. 92);
- «Систематическое изложение логики» (СПб., 1856);
- «Философский рационализм новейшего времени» («Христианское чтение». — 1860, Кн. 3, 4, 5, 6, 12);
- «Вступительная лекция в психологию» («Христианское чтение». — 1868, Кн. 2).

современные изд.
- Систематическое изложение логики. — М.: URSS: Либроком, 2011
- Избранное. — СПб.: «Тропа Троянова», 2004. — 282 с. — ISBN 5-89798-031-4.
- Карпов В. Н. Сочинения: в 3 т. / ред. Мозговая Н. Г., Волков А. Г., авт. вступ. ст. Поперечная Г. А. — Мелитополь: Издательский дом Мелитопольской городской типографии, 2013. — (Серия «Антология украинской мысли»). Т. 1.: Введение в философию. Философский рационализм новейшего времени. О самопознании. Жизнь Платона. О сочинениях Платона. Вступительная лекция в психологию. — 2013. — 355 с.
- переводы Платона[6]